# آکتنجه کیونیمجائف
آکتنجه کیونیمجائف (به انگلیسی: Aktenge Keunimjaeva،  زادهٔ ۱۹ سپتامبر ۱۹۹۹) یک کشتی‌گیر آزادکار اهل کشور ازبکستان است. وی سابقه حضور در المپیک ۲۰۲۴ پاریس را دارد.  
از افتخارات وی می‌توان به کسب مدال برنز بازی‌های آسیایی ۲۰۲۲ اشاره کرد.